# Autostrada A13 (Włochy)
Autostrada A13 (Autostrada Bolonia – Padwa) (wł. Autostrada Bologna-Padova) – autostrada w północnych Włoszech. Trasa łączy Bolonię z Padwą i jest jednocześnie połączeniem południa kraju (przez Autostradę A1 i A14) z główną arterią północnych Włoch – Autostradą A4. Operatorem arterii jest spółka Autostrade per l'Italia.